# Тукстла Гутијерез
Тукстла Гутијерез (шп. Tuxtla Gutiérrez) је град у Мексику у савезној држави Чијапас. Према процени из 2005. у граду је живело 490.455 становника.

## Становништво
Према подацима са пописа становништва из 2010. године, град је имао 537.102 становника.
| 1990.   | 1995.   | 2000.   | 2005.   | 2010.   |
| ------- | ------- | ------- | ------- | ------- |
| 289.626 | 378.079 | 424.579 | 490.455 | 537.102 |